# Zhuang Xueben
Zhuang Xueben (莊學本S; Pudong, 1926 – Shanghai, 2009) è stato un fotografo cinese.
Uno dei primi fotografi etnografici cinesi, la sua attività artistica si era persa la memoria sino a una riscoperta avvenuta nei primi anni duemila. Negli anni '30 lasciò la sua città nativa di Shanghai e viaggiò nella Cina occidentale per fotografare la minoranza in quattro province, ossia Sichuan, Yunnan, Gansu e Qinghai. Durante quasi dieci anni di ricerca etnografica ha scattato più di diecimila fotografie e ha scritto una grande quantità di materiali tra cui relazioni di ricerca, varie note e diari di viaggio. Nel 1941 ha tenuto una mostra fotografica sullo Xikang in diverse città cinesi, mostra a cui hanno partecipato circa 200.000 persone. Le sue foto e il materiale da lui raccolto scritti sono diventati una fonte preziosa per gli antropologi che studiano i gruppi etnici della Cina occidentale.

## Biografia
Nato a Shanghai nel 1909, ha lasciato la città nel 1930, iniziando a fotografare le regioni minoritarie della Cina occidentale. Ha viaggiato principalmente nelle province di Sichuan, Yunnan, Gansu e Qinghai. Anche se ha accompagnato il nono Panchen Lama per il suo viaggio verso il Tibet, non è mai riuscito ad entrare nel Tibet a causa delle tensioni politiche tra il Tibet e la Cina. Molti dei suoi soggetti erano buddisti tibetani, e per lunghi periodi di tempo ha vissuto con i 16 gruppi minoritari che ha fotografato, ciascuno dei quali parlava un linguaggio diverso. In un momento in cui la Cina era in stato di turbolenza, catturata tra l'invasione giapponese sull'est e il nord e la dominazione britannica in Tibet, le regioni del confine occidentale della Cina erano vitali per la sicurezza della Cina. Furono anche delle terre praticamente sconosciute a molti cinesi e al governo stesso. Curioso, forse profondamente patriottico, Zhuang Xueben, come giovane, era consapevole dell'importanza di queste regioni e del loro fascino.
Uno dei suoi obiettivi era quello di rendere consapevole il mondo cinese dell'esistenza, delle caratteristiche e delle tradizioni di questi popoli e di queste terre, fotografandoli con grande dignità e empatia. A differenza di tanti artisti "etnografici" o "antropologici", Zhuang Xueben è riuscito a chiudere la distanza tra lui e i suoi soggetti, vedendone la bellezza e immortalandola. Sebbene autodidatta, era dotato di un occhio d'artista ed era consapevole dell'importanza e del rigore della buona arte. Redasse inoltre delle note meticolose sui suoi viaggi e il suo lavoro. A causa della rivoluzione culturale, il lavoro di Zhuang Xueben venne messo in secondo piano, divenendo invisibile e sconosciuto per molti decenni. Solo negli anni duemila gli studiosi cinesi hanno riesaminato il suo lavoro, soprattutto grazie all'intervento del figlio di Zhuang Xueben, Zhuang Wenjun, che è stato strumentale nel recuperare e conservare il lavoro di suo padre.